# 梁百先
梁百先（1911年—1996年），男，湖南长沙人，中国空间物理学家，武汉大学教授。中国电离层与电磁波传播研究的先驱。